# Bezirk Thal

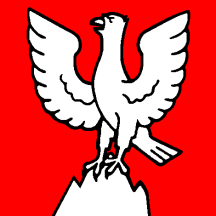
Fahne

Der Bezirk Thal ist ein Bezirk im Kanton Solothurn. Hauptort ist Balsthal. Bezeichnung 1841–1987: Bezirk Balsthal-Thal.
2009 wurde der Bezirk Thal als zweite Region der Schweiz (nach der Biosphäre Entlebuch) als Regionaler Naturpark von Nationaler Bedeutung anerkannt. Grundlage der Parkaktivitäten ist das vorhandene Potenzial im Bereich des Naturtourismus, insbesondere des Wandertourismus entlang der Höhenzüge des Thaler Juras.
Zusammen mit dem Bezirk Gäu bildet er die Amtei Thal-Gäu.

## Wappen
In Rot auf silbernem zackigem Dreiberg silberner, rechtsblickender Falke mit gespreiteten Flügeln

## Geschichte
Das Thal wurde von den Germanen etwa im 7./8. Jahrhundert n. Chr. besiedelt. Ausschlaggebend, dass die Siedler dieses (mit Ausnahme vielleicht von Balsthal) recht abgelegene Tal aufsuchten, war wohl vor allem die Jagdkonkurrenz mit den Bewohnern des Jurasüdfusses, die bereits früher in der Region waren. Grössere Bäche wie v. a. die heutige Dünnern erleichterten natürlich die Ansiedlung. Um ihre bescheidene Landwirtschaft betreiben zu können, mussten die Neusiedler zuerst den dichten Wald einschlagen, dennoch blieb das Thal bis ins 19. Jahrhundert auch an den flachen Stellen verglichen mit heute ungleich dichter bewaldet. Das Thal wurde vermutlich vergleichsweise früh christlich missioniert, bestand doch seit dem 7. Jahrhundert das Kloster Moutier-Grandval. Die erste bekannte urkundliche Erwähnung einer Thaler Gemeinde existiert für Balsthal, Laupersdorf sowie Matzendorf, und zwar je aus dem 10. Jahrhundert. Zum Amtsbezirk, damals noch Vogtei genannt, wurde das Thal unter dem Ancien Régime ca. im 16. Jahrhundert. Für weitere geschichtliche Ereignisse: siehe unter den einzelnen Gemeindenamen.

## Einwohnergemeinden

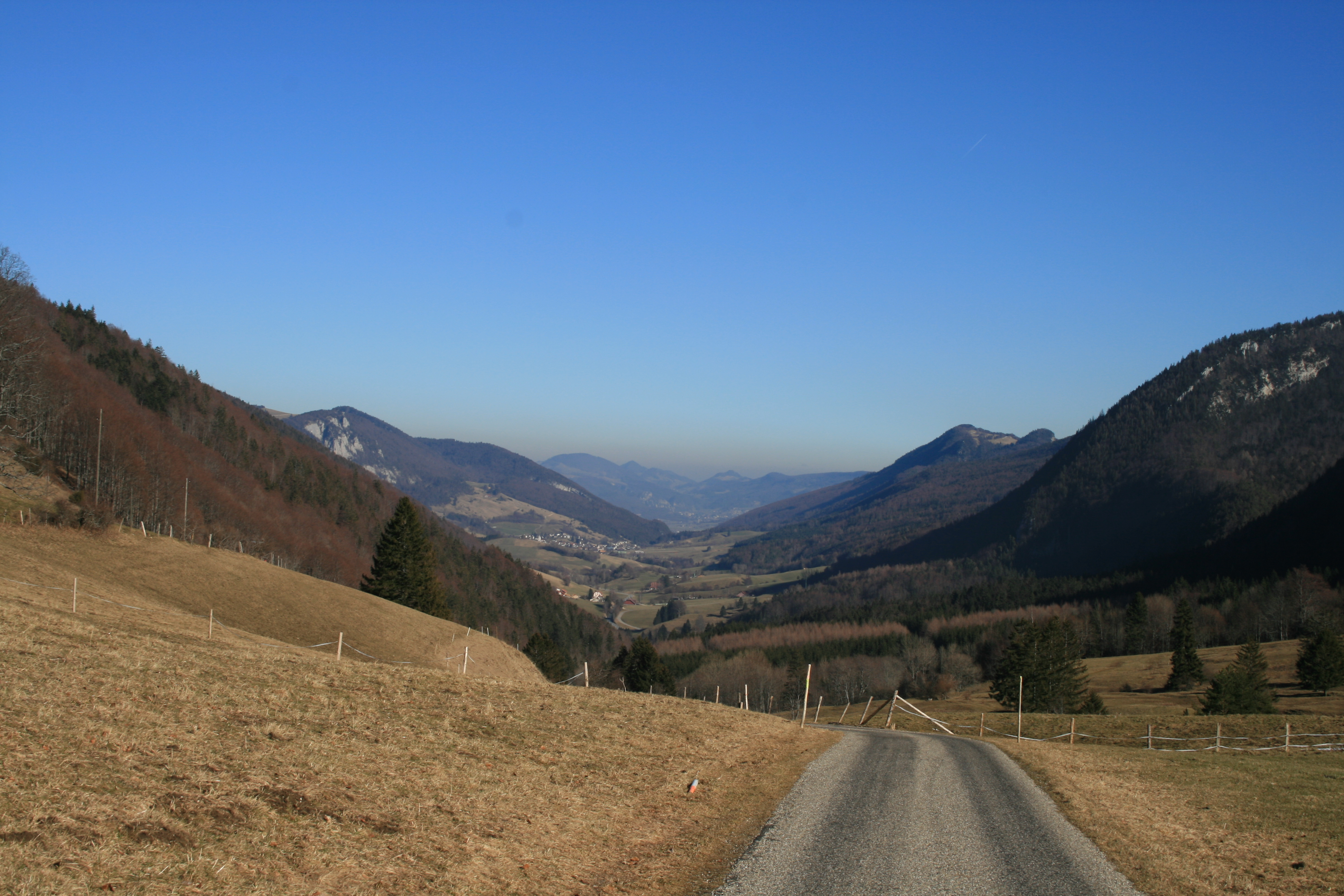
Westlich von Gänsbunnen, Blick talabwärts nach Osten

| Wappen             | Name der Gemeinde        | Einwohner (31. Dezember 2023) | Fläche in km² | Einwohner pro km² |
| ------------------ | ------------------------ | ----------------------------- | ------------- | ----------------- |
| Aedermannsdorf     | Aedermannsdorf           | 599                           | 12,92         | 46                |
| Balsthal           | Balsthal                 | 6501                          | 15,71         | 414               |
| Herbetswil         | Herbetswil               | 605                           | 16,30         | 37                |
| Holderbank SO      | Holderbank (SO)          | 753                           | 7,76          | 97                |
| Laupersdorf        | Laupersdorf              | 1897                          | 15,50         | 122               |
| Matzendorf SO      | Matzendorf               | 1374                          | 11,27         | 122               |
| Mümliswil-Ramiswil | Mümliswil-Ramiswil       | 2451                          | 35,48         | 69                |
|                    | Welschenrohr-Gänsbrunnen | 1205                          | 24,46         | 49                |
| Total (8)          | Total (8)                | 15'385                        | 139,40        | 110               |

## Veränderungen im Gemeindebestand

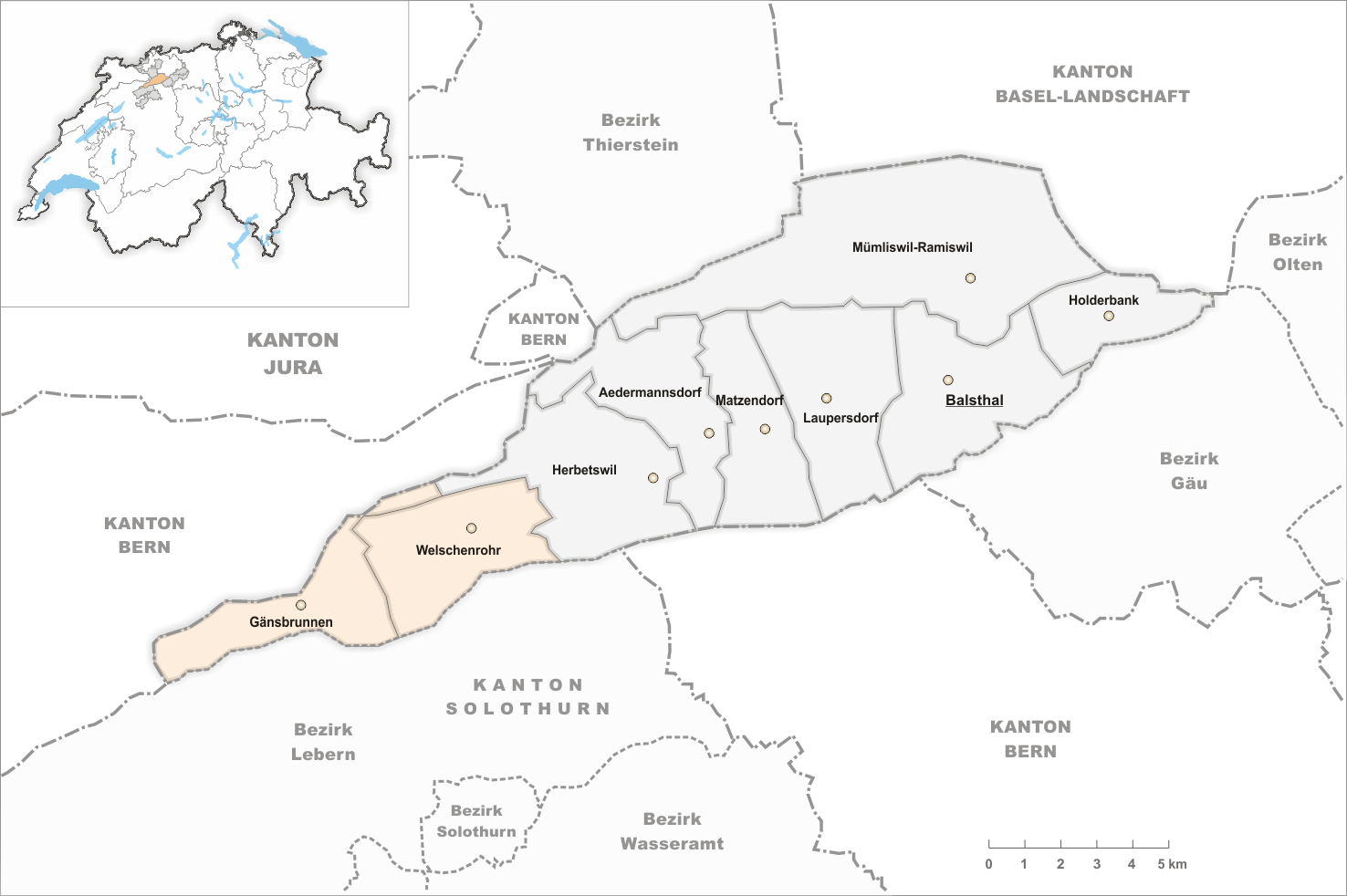
Gemeinden bis 2020

- 2021: Fusion Gänsbrunnen und Welschenrohr → Welschenrohr-Gänsbrunnen